# Argyrolobium humile
Argyrolobium humile är en ärtväxtart som beskrevs av Edwin Percy Phillips. Argyrolobium humile ingår i släktet Argyrolobium och familjen ärtväxter. Inga underarter finns listade i Catalogue of Life.